# Hans Kurt Luh
Hans Kurt Luh (* um 1934; † 2008) war ein deutscher Romanist und Buchautor.

## Werdegang
Luh war Lehrer an der Butzbacher Weidigschule und zuletzt an der Gesamtschule Adolf-Reichwein-Schule in Watzenborn-Steinberg, wo er als Koordinator arbeitete. Außerdem gehörte Luh von 1968 bis 1976 der Gemeindevertretung Leihgestern an. Er leitete 35 Jahre die Außenstelle der Volkshochschule in Leihgestern. Eine gemeinsame Reise mit dem am gleichen Ort beheimateten Veterinärmediziner Gerhard Kielwein nach Paris im Jahr 1977 gab den Anstoß, ein Buch über Käse zu schreiben. Das reich bebilderte Lexikon erschien 1979. Es folgten weitere Bücher über die internationale, insbesondere die französische Küche. Luh lebte in Leihgestern. Er war Initiator der Lindener Ausstellungsreihe „Galerie im Rathaus“, wobei er von 1987 bis 2000 66 Ausstellungen organisierte.

## Veröffentlichungen
- Großbritannien. Verlag Moritz Diesterweg Frankfurt/M., 1971, ISBN 3425075616
- Internationale Käsekunde. Seewald, Stuttgart 1979 (mit Gerhard Kielwein)
- Frankreich bittet zu Tisch. Seewald, Stuttgart 1981
- Wörterbuch der Gastronomie. Fachbuchverlag Pfanneberg, Gießen 1992; auch unter dem Namen Kleiner Luh bekannt.[2]

## Auszeichnungen
- Ehrenteller der Stadt Linden[2]
- 1986 Ehrenbrief des Landes Hessen[2]